# Seznam představitelů městské části Brno-Královo Pole
Seznam představitelů městské části Brno-Královo Pole.

## Starostové do roku 1945
přehled do roku 1920:
| Ve funkci          | Jméno              | Poznámky                                                            |
| 18. 7. 1850 – 1852 | Antonín Persch st. |                                                                     |
| 1852 – 1859        | Josef Koch         | léčitel koní a majitel kovárny                                      |
| 1859 – 1861        | Ondřej Forstner    | hostinský                                                           |
| 1861 – 1862        | Václav Kubica      | rolník                                                              |
| 1862 – 1872        | Felix Hammer       | knížecí správce                                                     |
| 1872 – 1875        | Mořic Veselý       | mistr pekařský                                                      |
| 1875 – 1879        | Vilém Kuchta       | hostinský, za něhož byla vystavěna nová škola a radnice             |
| 1879 – 1883        | Ludvík Zikmund     | správce                                                             |
| 1883 – 1887        | Karel Imrikowicz   | major v.v., udržoval v obci vzorný pořádek                          |
| 1887 – 1893        | Matěj Mašek        | rolník a majitel realit, zavedl české úřadování na radnici          |
| 1893 – 1902        | Štěpán Schimmer    | hostinský a obchodník                                               |
| 1903 – 1909        | Josef Červinka     | obchodník, za něhož bylo Královo Pole povýšeno v roce 1905 na město |
| 1909 – 1920        | Jan Havliš         | velkoobchodník                                                      |

## Starostové po roce 1989
| Ve funkci                   | Jméno                     | Strana   |
| 10. 12. 1990 – 1994         | Ing. arch. Oldřich Prokeš | HSD-SMS  |
| 5. 12. 1994 – 30. 11. 1998  | Ing. Ivan Kopečný         | ODS      |
| 30. 11. 1998 – 19. 11. 2002 | Ing. Ivan Kopečný         | ODS      |
| 19. 11. 2002 – 28. 12. 2006 | Ing. Ivan Kopečný         | ODS      |
| 28. 12. 2006 – 8. 11. 2010  | Ing. Ivan Kopečný         | ODS      |
| 8. 11. 2010 - 24. 10. 2011  | Ing. Ivan Kopečný         | ODS      |
| 2. 12. 2011 – 3. 11. 2014   | Roman Vykoukal            | ČSSD     |
| 3. 11. 2014 – 19. 11. 2018  | Ing. Karin Karasová       | ANO 2011 |
| 19. 11. 2018 – 20. 10. 2022 | Ing. Karin Karasová       | ANO 2011 |
| 20. 10. 2022 – úřadující    | Ing. Andrea Pazderová     | ODS      |